# Rantířov
Rantířov är en ort i Tjeckien. Den ligger i regionen Vysočina, i den centrala delen av landet, 110 km sydost om huvudstaden Prag. Rantířov ligger 491 meter över havet och antalet invånare är 416.
Terrängen runt Rantířov är huvudsakligen platt, men åt sydväst är den kuperad. Rantířov ligger nere i en dal. Runt Rantířov är det ganska tätbefolkat, med 207 invånare per kvadratkilometer. Närmaste större samhälle är Jihlava, 5,7 km öster om Rantířov. I omgivningarna runt Rantířov växer i huvudsak blandskog.